# Божидар Спасић (обавештајац)
Божидар Божа Спасић (Чачак, 6. јануар 1949) југословенски и српски је правник и обавештајац, бивши припадник Службе државне безбедности (СДБ), у којој је провео 14 година.

## Биографија
Рођен је 6. јануара 1949. године у Чачку. Његов отац, Александар Спасић (1927—1991), био је учесник Народноослободилачке борбе, након рата припадник Управе државне безбедности (УДБ), касније директор Југословенског института за новинарство, док је његов стриц, по којем је и добио име, Божидар Спасић (1922—1941), био заменик политичког комесара прве партизанске милиције успостављене на ослобођеној територији Чачка.
Убрзо по рођењу, са породицом се преселио у Београд, где је завршио основну школу и гимназију, а потом дипломирао на Правном факултету Универзитета у Београду. По завршетку факултета, Спасић се запослио у Привредној комори Југославије, да би након тога прешао на рад у Институт за међународни раднички покрет, у којем је радио до 1979. године, када ступа у Службу државне безбедности (СДБ) и њену Другу управу.
Као оперативац Савезне СДБ, био је задужен за борбу против екстремне терористичке емиграције. Налазио се на позицији шефа специјалног тима, извевши скоро стотину специјалних акција широм Европе. О својим искуствима рада у Служби, 2000. године је написао књигу „Ласица која говори: основне претпоставке борбе против тероризма”.
По напуштању Службе 1993. године, отворио је детективску агенцију СИА — Српска истражна агенција, у којој је био ангажован све до одласка у пензију, 2007. године.

## Књиге и одликовања
Спасић је написао две књиге:
- „Смрт је њихов занат: Документи усташког терора”, Београд, 1993. (коауторство са Љиљаном Булатовић)
- „Ласица која говори: основне претпоставке борбе против тероризма”, Београд, 2000.

Током своје службе у Државној безбедности, одликован је — Орденом рада са црвеном заставом, Орденом заслуга за народ са сребрним зрацима и Медаљом рада, као и низом специјалних и службених одликовања.